# Akasztó
Akasztó é um município da Hungria, situado no condado de Bács-Kiskun. Tem 64,88 km² de área e sua população em 2015 foi estimada em 3.259 habitantes.